# Spiraea cantoniensis
Spiraea cantoniensis là loài thực vật có hoa trong họ Hoa hồng. Loài này được Lour. miêu tả khoa học đầu tiên năm 1790.

## Hình ảnh

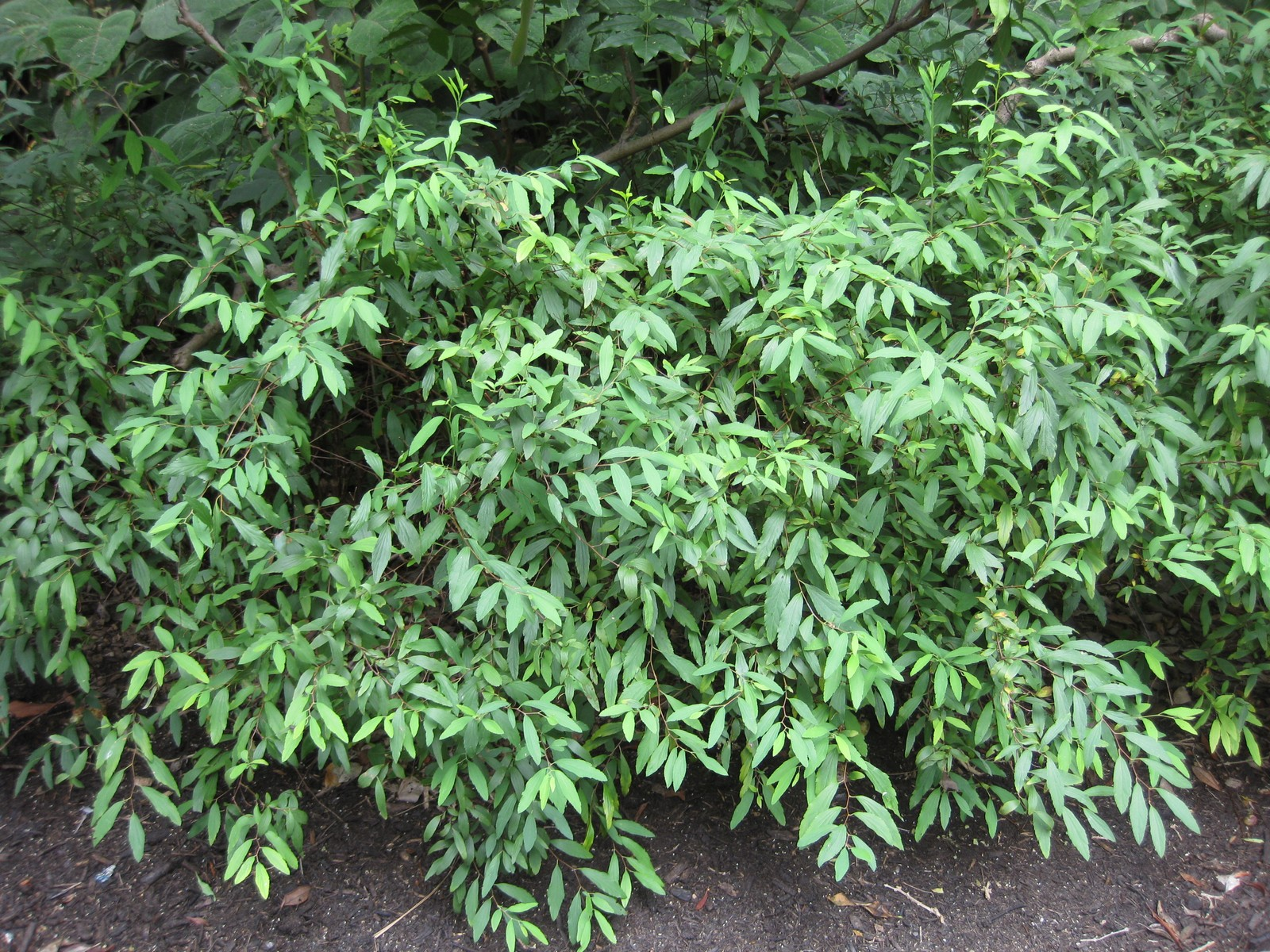
Cụm hoa non
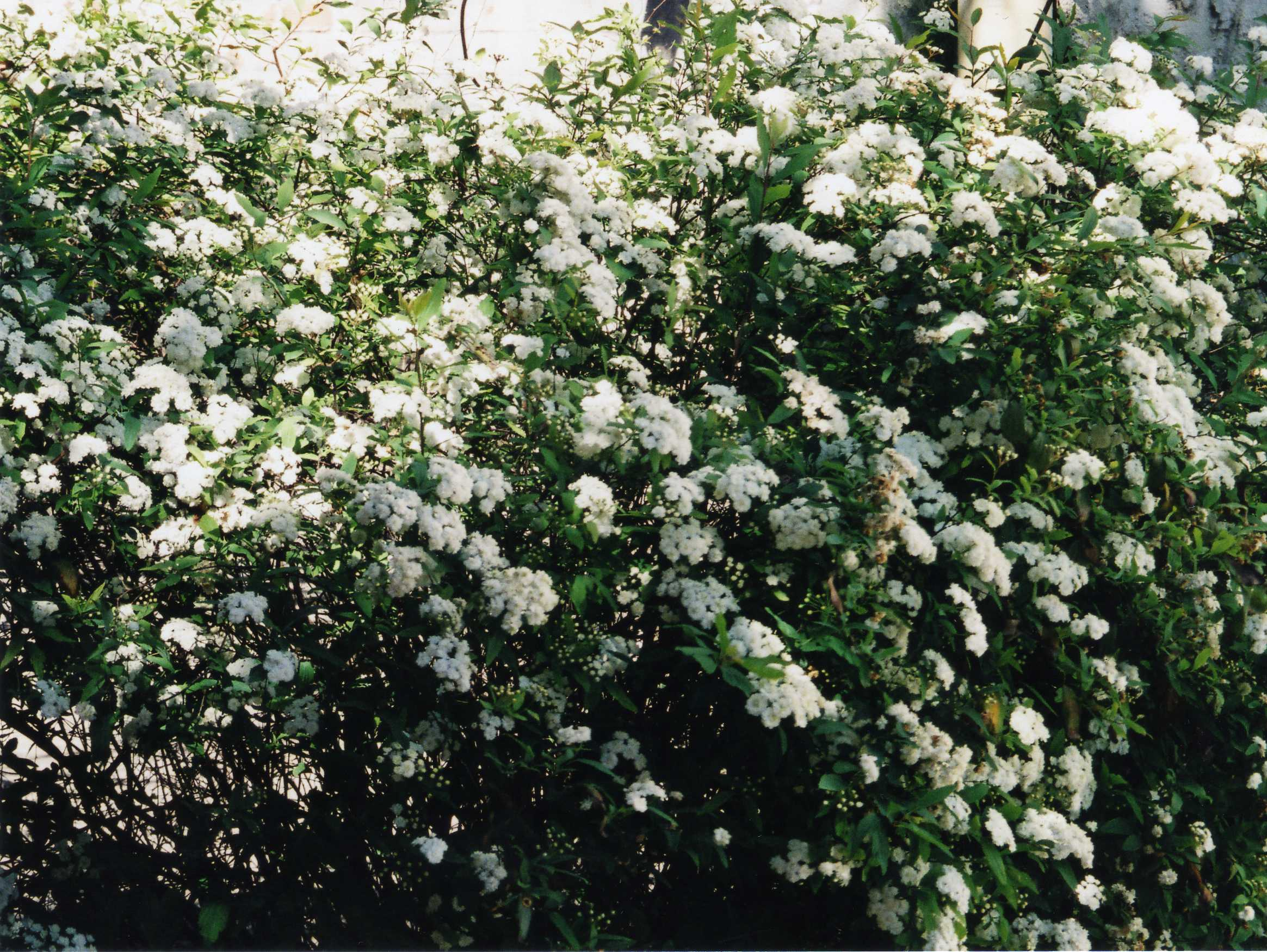
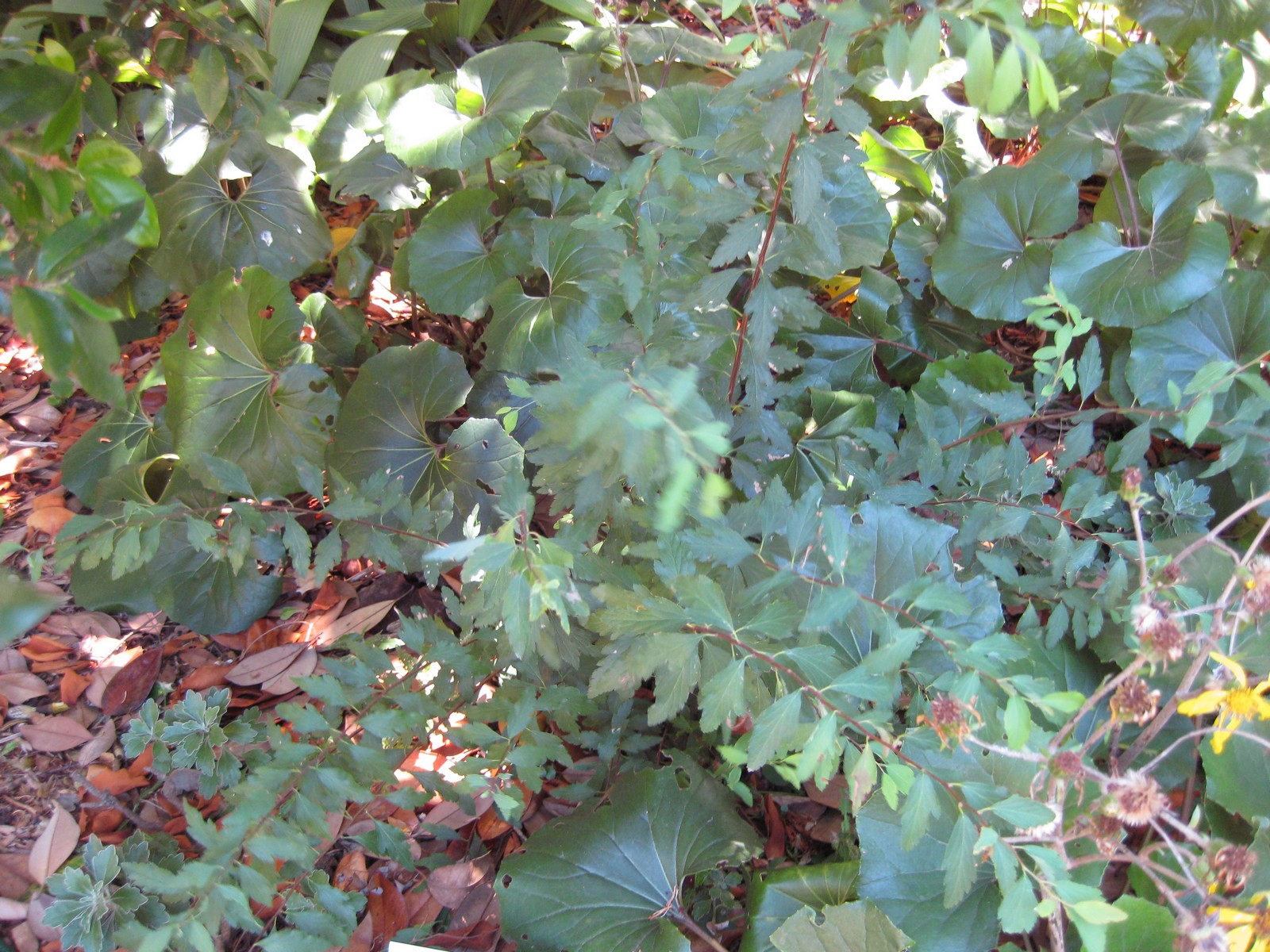
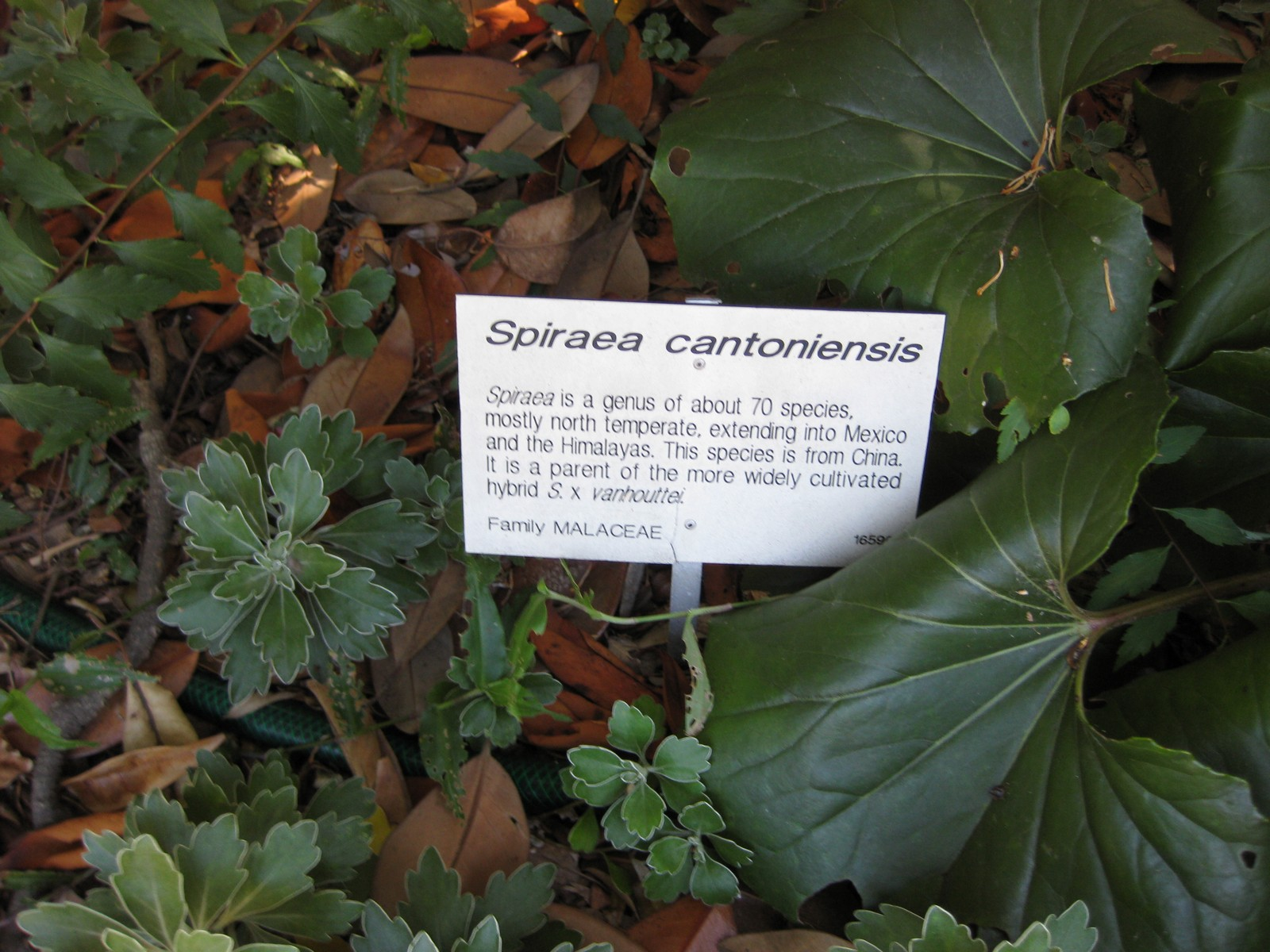